# Tokyo Shinobi Squad
Tokyo Shinobi Squad (トーキョー忍スクワッド?, Tōkyō Shinobi Sukuwaddo) è un manga scritto da Yuki Tanaka e disegnato da Kento Matsuura. È stato pubblicato sulla rivista Weekly Shōnen Jump di Shūeisha dal 3 giugno 2019 a dicembre 2019. I capitoli sono stati raccolti in 3 volumi tankōbon.

## Trama
La serie è ambientata nella Tokyo del 2049. In seguito alla riforma delle Galapagos attuata dal governo, Russia, Cina, America e Giappone sono ora collegati da un sistema Hyper Loop. Tokyo diventa così una delle città maggiormente colpite da crimini. Per combatterlo scendono in campo gli Shinobi, uomini che vivono nell'ombra sin dall'era Sengoku.

## Personaggi
Jin Narumi (鳴海 仁?, Narumi Jin)
Protagonista dell'opera, è uno shinobi di 18 anni dagli occhi verdi, capelli biondi e una profonda cicatrice sul naso. Conosce diverse tecniche ninja e conosce 23 lingue.
En (エン?)
Membro della squadra Narumi Kai, è uno dei comprimari del manga. Si presenta come un giovane ragazzo dai capelli verdi e gli occhi blu.
Papillon (パピヨン?, Papiyon)
Comprimaria dell'opera e membro della squadra Narumi Kai. Ha 19 anni, carnagione chiara, capelli neri con sfumature viola così come i suoi occhi.

## Pubblicazione
Scritto da Yuki Tanaka e disegnato da Kento Matsuura, nel 2017, Tokyo Shinobi Squad è stato pubblicato per la prima volta come speciale capitolo autoconclusivo su Jump Giga. Dal 3 giugno 2019 diventa una serie regolare su Shonen Jump. Si conclude il 9 dicembre 2019 col capitolo 27. Il manga è stato pubblicato in lingua inglese da Viz Media e in francese da Kazé.

### Volumi
| Nº | Data di prima pubblicazione | Data di prima pubblicazione | Data di prima pubblicazione |
| Nº | Giapponese                  | Giapponese                  |                             |
| -- | --------------------------- | --------------------------- | --------------------------- |
| 1  | 4 settembre 2019            | ISBN 978-4-08-882101-6      |                             |
| 2  | 1º novembre 2019            | ISBN 978-4-08-882139-9      |                             |
| 3  | 4 gennaio 2020              | ISBN 978-4-08-882201-3      |                             |

## Accoglienza
Il primo volume ha venduto nel primo mese 2 765 copie.